# Haratin

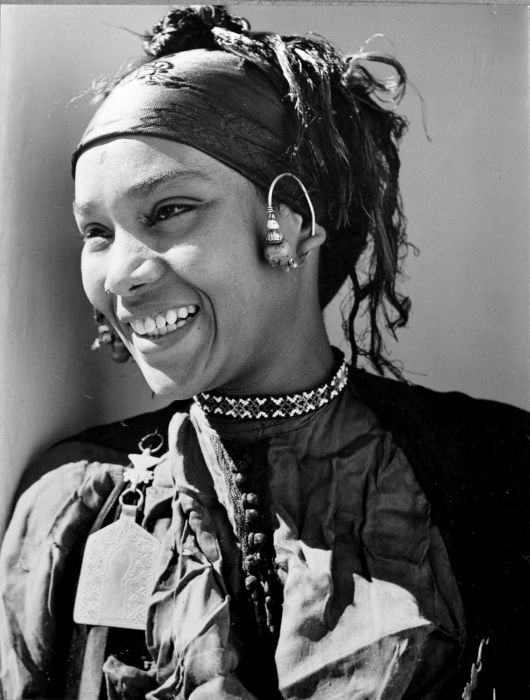
Haratinvrouw, foto uit 1955

De Haratin (Arabisch: حراطين, enkelvoud: ḥarṭānī) zijn zwarte bewoners van de oases van de westelijke Sahara. Haratin leven hoofdzakelijk in Mauritanië en in Westelijke Sahara, maar ook in zuidelijk Marokko, Senegal, Algerije en Mali. De Haratin vormen een sociale groep, maar hun etnische afkomst is onduidelijk. Mogelijk zijn het nakomelingen van slaven, of een vermenging van Berbers met volken uit de Soedan. De Haratin spreken overwegend Arabisch maar zelden Berbers, een belangrijke taal in hun woongebied. 
Discriminatie van de Haratin kwam vroeger veel voor, hoofdzakelijk in Mauritanië maar ook wel in omringende landen. De etnoniem wordt in het zuiden van Marokko als discriminerend ervaren. De Haratin zijn niet-nomadisch, bevolken de oases en werken meestal als landarbeiders, pachters of in laagbetaalde banen die met de landbouw samenhangen. De UNPO meent dat zij in Mauritanië nog steeds in aan slavernij grenzende afhankelijkheidsrelaties leven.